# Arena (marca)
Arena es una empresa alemana (que luego pasó a manos francesas y actualmente italianas) que fabrica artículos de baño, natación, waterpolo y triatlón. Fue fundada en 1973 por Horst Dassler, hijo del creador de Adidas. Fue vendida por Adidas en 1990. La empresa es muy popular en Europa, donde tiene su base, aunque también ofrece sus productos al mercado internacional. 

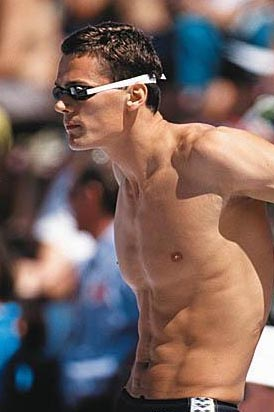
El nadador ruso Alexander Popov usando un slip de baño de marca Arena (nótese el logo en el bañador).

La empresa pone en venta una línea de tecnología avanzada de trajes de baño que usan su Powerskin en la fabricación de la tela, que absorbe menos humedad y reduce la resistencia al agua debido a su compresión, que hace que se adapte como una segunda piel.
Alexander Popov, Frédérick Bousquet, César Cielo, Laure Manaudou y Gary Hall Jr. son algunos de los nadadores más conocidos que han competido vistiendo trajes de baño Arena. Valorada en 250 millones

## Deslocalización de Francia a China
La fábrica, localizada en Libourne cerca de Burdeos, cesó su actividad productiva el 3 de abril de 2007. 169 trabajadores fueron despedidos a pesar de un volumen de ventas creciente. La producción pasó a confeccionarse en China, donde los salarios son bastante más bajos que en Europa. 
Arena está bajo la estructura de la también compañía deportiva Descente desde 1976.